# هولرسباخ ایم پاینتسگو
هولرسباخ ایم پاینتسگو (به آلمانی: Hollersbach im Pinzgau) یک منطقهٔ مسکونی در اتریش است که در ناحیه تسل آم زه واقع شده‌است. هولرسباخ ایم پاینتسگو ۷۶٫۸۹ کیلومتر مربع مساحت دارد ۸۰۶ متر بالاتر از سطح دریا واقع شده‌است.